# Cabeço da Vaca
O Cabeço da Vaca é uma elevação portuguesa localizada na freguesia do Salão, concelho da Horta, ilha do Faial, arquipélago dos Açores.
Este acidente geológico encontra-se geograficamente junto ao vulcão central da ilha do Faial, do qual faz parte, que tem o seu ponto mais elevado no Cabeço Gordo que se eleva a 1043 metros de altitude acima do nível do mar.
Esta formação geológica localiza-se a 503 metros de altitude acima do nível do mar e encontra-se próximo do Alto do Rigo, do Pico do Alto do Inverno.